# 大学コンソーシアム熊本
一般社団法人大学コンソーシアム熊本（いっぱんしゃだんほうじんだいがくこんそーしあむくまもと、英称：The Consortium Kumamoto）は、熊本県内に所在する大学・高等専門学校や自治体など関係団体の連携体として設立された一般社団法人。

## 概要
「高等教育コンソーシアム熊本」とも呼ばれる。設立趣旨として、高等教育機関の教育・研究の充実を図ること、地域の行政や産業界と連携し、地域社会の教育・文化の向上・発展に貢献すること目ざし、もって熊本県域の教育環境の向上に寄与することを目的としている。
また、具体的には５分野を主な事業の柱として掲げる。
- 教育・研究分野
  - インターンシップ連携事業
  - 進学ガイダンスセミナー実施事業
  - 「理数教育指導者養成講座」実施協力事業
  - 大学連携単位互換制度に関する検討事業
  - 高等教育の在り方に関する研究事業

- 学生交流分野
  - 学生企画イベントの支援事業

- 国際交流分野
  - 英語・中国語・韓国語ホームページの作成
  - 大学コンソーシアム熊本の韓国語パンフレット作成
  - 留学生向け就職説明会の開催
  - 東アジア留学生（行政職員）インターンシップ事業
  - 火の国まつり「おてもやん総おどり」参加事業
  - 留学生インターンシップ事業

- 地域連携分野
  - 医療福祉地域連携事業Ⅰ（地域の健康福祉の増進活動）
  - 医療福祉地域連携事業Ⅱ（聴覚障害児童・生徒支援）
  - 環境整備活動
  - 熊本知識者円卓会議（熊本版ダボス会議）
  - コンソーシアム地域連携調査事業

- 教員免許状更新講習分野
  - 教員免許状更新講習（平成24年度）

## 加盟団体

### 正会員
- 九州看護福祉大学
- 九州ルーテル学院大学
- 熊本学園大学
- 熊本県立技術短期大学校
- 熊本県立大学
- 熊本高等専門学校
- 熊本大学
- 熊本保健科学大学
- 尚絅大学
- 尚絅大学短期大学部
- 崇城大学
- 東海大学
- 中九州短期大学
- 平成音楽大学
- 放送大学 熊本学習センター
- 熊本県
- 熊本市

### 賛助会員
- 熊本県中小企業団体中央会
- 熊本経済同友会
- 熊本青年会議所
- 熊本県商工会連合会
- 熊本県経営者協会
- 熊本県商工会議所連合会
- 熊本県工業連合会

### 協賛会員
- 公益財団法人くまもと産業支援財団
- 一般財団法人化学及血清療法研究所
- 公益財団法人地方経済総合研究所